# フットボールサムライアカデミー

フットボールサムライアカデミー（Football Samurai Academy）はイギリス、ロンドンのアクトン (ロンドン)を本拠地とするヨーロッパ最大の日系サッカークラブ。トップチーム、ロンドンサムライローヴァーズ（London Samurai Rovers）は、Combined Counties Football League Division One（イングランド10部）に所属。

## 概要
2013年にロンドン・アクトン（Acton）を拠点にして活動を開始。資本金は20万3千ポンド（約2,850万円）。年々、会員数を増やし、現在は日本人・外国人あわせて約180人の選手が所属。
ホームグラウンドはNorth Acton Playing Field。初年度よりロンドン最大のリーグ”Harrow Youth League”に加盟をしている。
設立当初に元サッカー日本代表北澤豪がメンターとして参画し、元浦和レッズ監督のゲルト・エンゲルスが初代テクニカルダイレクターに就任。
現在は、サッカー日本代表キャプテンの吉田麻也が校長を務めておりクラブの株を30%保有。副校長は武藤嘉紀が務めている。クラブ理念は、“100% on the pitch” / “Respect each other”。

## 略歴
- 2013年 - 宮原継享、大場康弘、竹山友陽の3人でサッカークラブFootball Samurai Academyを立ち上げ、浅井將雄が会長に就任。
- 2014年 - U-9がロンドン最大級のリーグ戦Harrow Youth Leagueでグループ優勝。
- 2016年 - U-15がHarrow Youth League Division 4で優勝。
- 2017年
  - サッカー日本代表キャプテン吉田麻也が初代校長に就任
  - トップチーム、ロンドンサムライユナイテッド（London Samurai United）が始動
  - U-13がHarrow Youth League Division 6で優勝
- 2018年 - トップチームがJL Roversと合併し、London Samurai Roversと改名。

- 2019年
  - 房総ローヴァーズ木更津FCとの提携締結[2]
  - プレミアリーグニューカッスル所属の武藤嘉紀が副校長に就任
  - トップチームがMiddlesex County League Premier Division（イングランド11部）へ昇格

- 2021年
  - トップチームがCombined Counties Football League Division One（イングランド10部）へ昇格

- 2022年
  - トップチームがFAヴェイス(FA Vase)に初出場

## アカデミー
2013年に宮原継享、大場康弘、竹山友陽の3人で立ち上げ。初年度から500チーム以上が参加するロンドン最大級のリーグ戦Harrow Youth Leagueに参入。2020年には、会員数が200人を超え、ヨーロッパ最大級の日系サッカークラブとなっている。
ブレントフォード、マンチェスターシティ、QPRなどのプロクラブとトレーニングマッチを行った実績がある。

### 活動拠点・施設
ロンドン西部アクトンを拠点として活動している。ホームグラウンド及びクラブハウスはNorth Acton Playing Fieldsにある。
人工芝の5人制ピッチを自前で保有している他、天然芝の11人制ピッチ3面、9人制ピッチ1面、7人制ピッチ1面、5人制ピッチ1面を利用してホームゲームの開催及びトレーニングを行っている。

## トップチーム
2017年にLondon Samurai Unitedとして発足。翌2018年にJL Roversと合併し、London Samurai Roversと改名。日系サッカーチームとして初のFAカップ出場を目標としている。

### チーム成績
（リーグ戦）
2017-18シーズン
- Middlesex County Football League Division 1　10位

2018-19シーズン
- Middlesex County Football League Division 1　優勝

2019-20シーズン
- Middlesex County League Premier Division（イングランド11部）　不明

2020-21シーズン
- Middlesex County League Premier Division（イングランド11部）　優勝

2021-22シーズン
- Combined Counties Football League Division One（イングランド10部）　17位

2022-23シーズン
- Combined Counties Football League Division One（イングランド10部）　3位（2-5位による昇格プレーオフ進出も初戦敗退）

2023-24シーズン
- Combined Counties Football League Division One（イングランド10部）　13位

2024-25シーズン
- Combined Counties Football League Division One（イングランド10部）　シーズン開幕前（2024/7/30現在）

（カップ戦）
2022-23シーズン
- FAヴェイス(FA Vase)　一次ラウンド(First Round Proper)敗退

### 歴代監督
- 2017-18 大場康弘

- 2018-19 宮原継享

- 2019- 柴崎正勝

## ユニフォーム

### クラブカラー
- 赤

### ユニフォームスポンサー （トップチーム）
| 掲出箇所 | スポンサー名 | 表記         | 掲出年   | 備考 |
| 胸       | 東海東京証券 | 東海東京証券 | 2018年 - |      |
| 鎖骨     | なし         | -            | -        |      |
| 背中上部 | ASAHI INTECC | ASAHI INTECC | 2018年 - |      |
| 背中下部 | なし         | -            | -        |      |
| 袖       | なし         | -            | -        |      |
| パンツ   | なし         | -            | -        |      |

### ユニフォームスポンサー （アカデミー）
| 掲出箇所   | スポンサー名     | 表記         | 掲出年   | 備考 |
| 胸         | 日本ハム株式会社 | NH foods     | 2018年 - |      |
| 胸（右上） | ASAHI INTECC     | ASAHI INTECC | 2018年 - |      |
| 背中上部   | 東海東京証券     | 東海東京証券 | 2018年 - |      |
| 背中下部   | なし             | -            | -        |      |
| 袖         | なし             | -            | -        |      |
| パンツ     | なし             | -            | -        |      |

## 歴代スタッフ

### 浅井將雄 (2013-)
フットボールサムライアカデミー創設者の１人で会長を務める。ロンドンに住む日本人の子供たちにも本場イングランドのリーグに参加させてあげたいという想いから創設に至る。約130億ドル（約1兆2000億円）の運用資産を擁する大手ヘッジファンド、キャプラ・インベストメント・マネジメントの共同創業者であり、イギリスの長者番付に日本人としてはじめてランクインした。
キャプラ・インベストメント・マネジメントのオフィスはロンドン中心部Green Parkのビル内にあり、同じビル内にはソフトバンク会長の孫正義の会社やアトレティコマドリードのオーナーであるイダン・オフェルの会社のオフィスなどがある。特にイダン・オフェルとはサッカーを通じて親交がある。それに伴い、浅井將雄が会長を務めるJAPAN@UKのサッカー代理人部門では、イダン・オフェルと親密な関係にあるジョルジュ・メンデスが設立したGestifuteと仕事をしている。
この他、レストランや食料品店の経営をしている。日系のスーパーマーケット「松竹」（ドイツ）や「ナチュラルナチュラル」（イギリス）を通じてサッカー日本代表南野拓実を始め、欧州の日本人サッカー選手の食のサポートをしている。

### 宮原継享(2013-)
フットボールサムライアカデミー創設者の１人でマネージャーを務める。イングランドサッカー協会の代理人資格を保有し、唯一イギリス国内でサッカー代理人として活動をしている。ロンドン大学の大学院を卒業し、欧州で数々の移籍を成功させた。
2018-19シーズンにはトップチームの監督も務め、リーグ優勝を果たしチームを昇格させている。
元サッカー日本代表李忠成がサウサンプトンFCに移籍したころから彼と親交を深め、その後、欧州の日本人選手との交流が広がる。代理人業を通じ作り上げたコネクションを活かし、日本サッカー協会のマンチェスターシティー、アーセナル、チェルシー、QPR、レディングFC、フルハムFC といったチームへの視察活動にも貢献している。特にオランダ、ベルギー、ポルトガル、ドイツ、スペインの強豪チームに精通している。

### 大場康弘 (2013-18)
浦和レッズの下部組織出身で、ユース時代にはキャプテンを務めた。イギリスにサッカーコーチング留学中に宮原・竹山とともにサムライの立ち上げに尽力した。トップチーム立ち上げ時に初代監督に就任。UEFA Bライセンス保有。2018年に日本に帰国し、房総ローヴァーズ木更津FCの監督に就任。また、2019年にはサッカー留学をサポートするDream LINKを立ち上げた。

### 竹山友陽 (2013-19)
ロンドンメトロポリタン大学留学中に宮原・大場とともにサムライサムライの立ち上げに尽力した。高校卒業後にメキシコ・イタリア・イギリスへの留学経験があり、英語・イタリア語・スペイン語を話すことができる。宮原と同様に、コーチング以外にも代理人業にも取り組み、中でも日本およびイタリアに多くのコネクションを持つ。

### 植野亨(2013-2015)
2013年の夏にFAインターナショナルコーチングライセンス取得。日本のコーチングライセンス（GKを含めて）、教育免許をもつ。

### マリコ・エンゲルス（2015-2019）
ドイツ生まれで日本で育った。父は元浦和レッズ監督のゲルト・エンゲルス。QPRに選手として在籍しながらサムライでコーチ活動をしていた。

### Simon O'Neill (2018- )
マンチェスターユナイテッドのアカデミー出身でデビッド・ベッカムとともにプレーしていた。指導者転向後はアーセナルFCをはじめとしたビッグクラブでコーチングを歴任してきた。

### 柴崎正勝 (2019- )
2015年にイギリスにてFAコーチングライセンスレベル1を取得し、その後4年間、シンガポール最大の日系サッカークラブGlobal Football AcademyでアカデミーコーチとトップチームにあたるGFA Sporting Westlake FCのアシスタントコーチを務める。2019年に再渡英し、フットボールサムライアカデミーでアカデミーコーチとして活動開始。2019-20シーズンからはトップチームの監督に就任。

### 八木大 (2019- )
東北大学在学中にサッカーのコーチングキャリアをスタート。大学卒業後はつくばFCで小学生から男女チップチームにわたり幅広いカテゴリーでコーチングスタッフを務めた。日本サッカー協会公認指導者B級ライセンス保有。

## スポンサー
オフィシャルWebサイトには、これまでのスポンサーがすべて掲載されている。
- 日本ハム株式会社
- 任天堂
- 朝日インテック株式会社
- 東海東京証券
- MICHIKO LONDON KOSHINO
- 日本航空株式会社
- Greenback Alan LLP
- Cocoro Restaurant

## その他

### JAL Acton Family Festival
フットボールサムライアカデミーとJALが共同で毎年開催しているフェスティバル。ホームグラウンドであるNorth Acton Playing Fieldsで毎年７月に開催されており、様々な国の料理の出店やサッカートーナメントが行われる。例年、地元住民１０００人以上が来場する。